# Bactrocera expandens
Bactrocera expandens
 es una especie de díptero que Walker describió por primera vez en 1859. Bactrocera expandens pertenece al género Bactrocera de la familia Tephritidae.  